# ألان ريتشاردز
ألان ريتشاردز (9 مايو 1922 في نيوزيلندا - 27 ديسمبر 2013) (بالإنجليزية: Alan Richards)‏ هو لاعب كريكت نيوزلندي.

## وصلات خارجية
- ألان ريتشاردز على موقع إي آس بي آن كريك إنفو (الإنجليزية)